# France-Roumanie en rugby à XV
Cet article retrace les confrontations entre l'équipe de France de rugby à XV et l'équipe de Roumanie de rugby à XV. Les deux équipes se sont affrontées à cinquante reprises dont deux fois en Coupe du monde. Les Français ont remporté quarante rencontres contre huit pour la Roumanie et deux matches nuls.

## Les confrontations
Liste des confrontations entre ces deux équipes :
| No | Date              | Lieu                                        | Match             | Score   | Compétition              |
| -- | ----------------- | ------------------------------------------- | ----------------- | ------- | ------------------------ |
| 1  | 4 mai 1924        | Colombes, France                            | France – Roumanie | 59 – 3  | Jeux olympiques de Paris |
| 2  | 15 mai 1938       | Bucarest, Roumanie                          | Roumanie – France | 8 – 11  | Test match               |
| 3  | 19 mai 1957       | stade du 23 août, Bucarest, Roumanie        | Roumanie – France | 15 – 18 | Test match               |
| 4  | 15 décembre 1957  | Bordeaux, France                            | France – Roumanie | 39 – 0  | Test match               |
| 5  | 5 juin 1960       | Bucarest, Roumanie                          | Roumanie – France | 11 – 5  | Test match               |
| 6  | 12 novembre 1961  | Bayonne, France                             | France – Roumanie | 5 – 5   | Test match               |
| 7  | 11 novembre 1962  | Bucarest, Roumanie                          | Roumanie – France | 3 – 0   | Test match               |
| 8  | 15 décembre 1963  | Toulouse, France                            | France – Roumanie | 6 – 6   | Test match               |
| 9  | 29 novembre 1964  | Bucarest, Roumanie                          | Roumanie – France | 6 – 9   | Test match               |
| 10 | 28 novembre 1965  | Lyon, France                                | France – Roumanie | 8 – 3   | Test match               |
| 11 | 27 novembre 1966  | Bucarest, Roumanie                          | Roumanie – France | 3 – 9   | Test match               |
| 12 | 10 décembre 1967  | Nantes, France                              | France – Roumanie | 11 – 3  | Test match               |
| 13 | 1er décembre 1968 | Bucarest, Roumanie                          | Roumanie – France | 15 – 14 | Test match               |
| 14 | 14 décembre 1969  | Tarbes, France                              | France – Roumanie | 14 – 9  | Test match               |
| 15 | 29 novembre 1970  | Bucarest, Roumanie                          | Roumanie – France | 3 – 14  | Test match               |
| 16 | 12 décembre 1971  | Béziers, France                             | France – Roumanie | 31 – 12 | Test match               |
| 17 | 27 novembre 1972  | Constanța, Roumanie                         | Roumanie – France | 6 – 15  | Test match               |
| 18 | 11 novembre 1973  | Valence, France                             | France – Roumanie | 7 – 6   | Test match               |
| 19 | 13 octobre 1974   | Bucarest, Roumanie                          | Roumanie – France | 15 – 10 | Test match               |
| 20 | 23 novembre 1975  | Bordeaux, France                            | France – Roumanie | 36 – 12 | Test match               |
| 21 | 14 novembre 1976  | Bucarest, Roumanie                          | Roumanie – France | 15 – 12 | Test match               |
| 22 | 10 décembre 1977  | Clermont-Ferrand, France                    | France – Roumanie | 9 – 6   | Test match               |
| 23 | 3 décembre 1978   | Bucarest, Roumanie                          | Roumanie – France | 6 – 9   | Test match               |
| 24 | 2 décembre 1979   | Montauban, France                           | France – Roumanie | 30 – 12 | Test match               |
| 25 | 23 novembre 1980  | Bucarest, Roumanie                          | Roumanie – France | 15 – 0  | Test match               |
| 26 | 1er novembre 1981 | Narbonne, France                            | France – Roumanie | 17 – 9  | Test match               |
| 27 | 31 octobre 1982   | Bucarest, Roumanie                          | Roumanie – France | 13 – 9  | Test match               |
| 28 | 4 décembre 1983   | Toulouse, France                            | France – Roumanie | 26 – 15 | Test match               |
| 29 | 10 novembre 1984  | Bucarest, Roumanie                          | Roumanie – France | 3 – 18  | Test match               |
| 30 | 12 avril 1986     | Lille, France                               | France – Roumanie | 25 – 13 | Test match               |
| 31 | 25 octobre 1986   | Bucarest, Roumanie                          | Roumanie – France | 3 – 20  | Test match               |
| 32 | 28 mai 1987       | Athletic Park, Wellington, Nouvelle-Zélande | France – Roumanie | 55 – 12 | Coupe du monde (poule D) |
| 33 | 11 novembre 1987  | Agen, France                                | France – Roumanie | 49 – 3  | Test match               |
| 34 | 26 novembre 1988  | Bucarest, Roumanie                          | Roumanie – France | 12 – 16 | Test match               |
| 35 | 24 mai 1990       | Auch, France                                | France – Roumanie | 6 – 12  | Test match               |
| 36 | 22 juin 1991      | Bucarest, Roumanie                          | Roumanie – France | 21 – 33 | Test match               |
| 37 | 4 octobre 1991    | Stade de la Méditerranée, Béziers, France   | France – Roumanie | 30 – 3  | Coupe du monde (poule D) |
| 38 | 28 mai 1992       | Le Havre, France                            | France – Roumanie | 25 – 6  | Test match               |
| 39 | 20 mai 1993       | Bucarest, Roumanie                          | Roumanie – France | 20 – 37 | Test match               |
| 40 | 17 octobre 1993   | Brive-la-Gaillarde, France                  | France – Roumanie | 51 – 0  | Test match               |
| 41 | 8 avril 1995      | Bucarest, Roumanie                          | Roumanie – France | 15 – 24 | Test match               |
| 42 | 17 octobre 1995   | San Miguel de Tucumán, Argentine            | France – Roumanie | 52 – 8  | Coupe latine             |
| 43 | 20 avril 1996     | Aurillac France                             | France – Roumanie | 64 – 12 | Test match               |
| 44 | 1er juin 1997     | Bucarest, Roumanie                          | Roumanie – France | 20 – 51 | Test match               |
| 45 | 22 octobre 1997   | Lourdes, France                             | France – Roumanie | 39 – 3  | Coupe latine             |
| 46 | 3 juin 1999       | Castres, France                             | France – Roumanie | 62 – 8  | Test match               |
| 47 | 28 mai 2000       | Bucarest, Roumanie                          | Roumanie – France | 20 – 62 | Test match               |
| 48 | 22 août 2003      | Stade Félix Bollaert, Lens, France          | France – Roumanie | 56 – 8  | Test match               |
| 49 | 17 juin 2006      | Bucarest, Roumanie                          | Roumanie – France | 14 – 62 | Test match               |
| 50 | 23 septembre 2015 | Stade olympique, Londres, Angleterre        | France – Roumanie | 38 – 11 | Coupe du monde (poule D) |